# Jennifer Falk
Jennifer Miley Falk (* 26. April 1993 in Göteborg) ist eine schwedische Fußballtorhüterin. Seit Januar 2016 steht sie bei Kopparbergs/Göteborg FC, nun BK Häcken unter Vertrag. Bereits 2016 wurde sie für die schwedische Fußballnationalmannschaft der Frauen nominiert, aber erst 2020 erstmals eingesetzt.

## Fußballkarriere

### Vereine
Falk bestritt 2010 sechs Ligaspiele für Torslanda IK in der vierten schwedischen Liga der Frauen (Division 2 Norra Götaland). Nach elf Einsätzen in der dritten Liga (Division 1 Norra Götaland) in der Saison 2013 wechselte sie in der noch laufenden Saison zum Erstligisten Jitex Mölndal BK, wo sie noch sechs weitere Saisoneinsätze hatte. Als Drittletzter wurde der Abstieg noch knapp vermieden, dieser folgte aber in der nächsten Saison. Falk wechselte daraufhin zum Aufsteiger Mallbackens IF, für den sie in der Saison 2015 alle 22 Spiele bestritt und als Drittletzte wieder knapp dem Abstieg entronn. Ab 2016 spielte sie dann für Kopparbergs/Göteborg FC, wo sie in ihrer ersten Saison mit dem Verein den fünften Platz belegte und 15 Einsätze hatte, wogegen es die beiden anderen Torhüterinnen Kristin Hammarström und Loes Geurts nur auf zwei bzw. sechs Einsätze brachten und danach ihre Karriere beendeten (Hammarström) bzw. den Verein vorübergehend wechselten. Zur Saison 2017 kamen drei neue Torhüterinnen hinzu und Falk hatte nur noch sechs Einsätze. 2018 kam Geurts zurück und hatte nun wieder die meisten Einsätze, Falk kam auf sechs. 2019 war es dann umgekehrt und auch im gewonnenen Pokalfinale stand sie im Tor. 2020 bestritt Falk dann alle 22 Ligaspiele, blieb 14-mal ohne Gegentor und hatte somit Anteil an der ersten Meisterschaft des Vereins, der sich dann zur Damallsvenskan 2021 in BK Häcken umbenannte.
In der UEFA Women’s Champions League 2021/22 erreichte sie nach zwei Siegen im Qualifikationsfinale gegen Vålerenga Oslo die erstmals ausgetragene Gruppenphase. Hier konnten sie aber nur das Auswärtsspiel gegen Benfica Lissabon gewinnen. Die anderen Spiele wurden verloren, so dass sie als Gruppenletzte ausschieden. Falk stand in allen acht Spielen im Tor. In der Qualifikation für die Gruppenphase der UEFA Women’s Champions League 2022/23 musste sie mit Häcken erst in der zweiten Runde antreten, verlor mit ihrer Mannschaft aber zweimal gegen Paris Saint-Germain.

### Nationalmannschaft
Im Oktober 2014 erhielt sie eine Einladung zur U-23, wurde aber nicht eingesetzt. Erst im Mai 2015 kam sie beim 3:1-Sieg gegen die englische U-23-Mannschaft zu ihrem ersten Länderspiel. Im Oktober 2016 wurde sie dann als dritte Torhüterin zum Länderspiel der A-Nationalmannschaft gegen den Iran, dem ersten einer europäischen Mannschaft gegen die Iranerinnen, eingeladen aber nicht eingesetzt. Für die EM 2017 wurde sie nicht nominiert, für die WM 2019 wurde sie als einzige schwedische Spielerin ohne Länderspieleinsatz als zweite Torhüterin nominiert, aber nicht eingesetzt. Zu ihrem ersten Spiel in der A-Nationalmannschaft kam sie dann beim Algarve-Cup 2020, bei dem die drei nominierten Torhüterinnen je ein Spiel bestritten, im Spiel gegen Dänemark, das mit 1:2 verloren wurde. Als nach der COVID-19-bedingten Länderspielpause im September die Qualifikation für die EM 2022 fortgesetzt wurde und Stammtorhüterin Hedvig Lindahl verletzt war, wurde Falk in den letzten vier Qualifikationsspielen eingesetzt und blieb dabei viermal ohne Gegentor. Durch einen 2:0-Sieg gegen Island im vorletzten Spiel qualifizierten sich die Schwedinnen vorzeitig für die EM-Endrunde.
Falk wurde auch für die wegen der COVID-19-Pandemie um ein Jahr verschobenen Olympischen Spiele 2020 nominiert. Bei den Spielen wurde sie nur im dritten Gruppenspiel gegen Neuseeland eingesetzt, als nach den beiden Auftaktsiegen einige Stammspielerinnen geschont wurden. Am Ende sprang für die Schwedinnen wie 2016 die Silbermedaille heraus.
Für die EM-Endrunde 2022 wurde sie nominiert, kam aber nicht zum Einsatz. In der Qualifikation für die WM 2023 stand sie dreimal im Tor und qualifizierte sich mit ihrer Mannschaft für die Endrunde in Australien und Neuseeland, wo sie in allen drei Gruppenspielen eingesetzt wurde.
Sie wurde für die WM-Endrunde 2023 nominiert, kam aber nur im dritten Gruppenspiel gegen Argentinien zum Einsatz als einige Stammspielerinnen geschont wurden. Ihre Mannschaft verpasste durch eine 1:2-Niederlage im Halbfinale gegen die Spanierinnen das Finale. Beim 2:0-Sieg im Spiel um Platz 3 über die Nationalmannschaft Australiens gewann sie die Bronzemedaille ohne Einsatz.
Da erstmals das Abschneiden bei der WM für die europäischen Teams nicht entscheidend für die Qualifikation zu den Olympischen Spielen 2024 war, hatten die Schwedinnen, die als Dritte nicht qualifiziert gewesen wären, noch die Chance sich über die UEFA Women’s Nations League 2023/24 für die Spiele in Paris zu qualifizieren. Die Schwedinnen konnten aber nur zwei Spiele gewinnen und verpassten als Gruppendritte nicht nur das Final Four Turnier, bei dem um zwei Olympiatickets gespielt wurde und verpassen damit erstmals die Olympischen Spiele. Zudem mussten sie auch in die Relegation. Hier setzten sie sich aber mit zwei 5:0-Siegen gegen Bosnien-Herzegowina durch, so dass sie in Liga A verbleiben. Falk kam in drei der sechs Gruppenspiele und einem der Play-off-Spiele zum Einsatz, wobei sie zweimal ohne Gegentor blieb, gegen Spanien aber fünf Gegentore kassierte.
In der letztlich  erfolgreichen Qualifikation für die EM 2025 wurde sie in zwei Gruppenspielen und einem Play-off-Spiel eingesetzt, in der anschließenden UEFA Women’s Nations League 2025 stand sie in den ersten fünf Spielen im Tor.
Am 11. Juni 2025 wurde sie für die EM-Endrunde nominiert. Sie stand bei den vier Spielen ihrer Mannschaft im Tor. Im Viertelfinale gegen Titelverteidiger England konnte sie als erste Torhüterin in einem EM-Elfmeterschießen vier Elfmeter halten, da aber nur zwei ihrer Mitspielerinnen erfolgreich waren, verloren sie dennoch und schieden aus.

## Erfolge
- Gewinn der schwedischen Meisterschaft 2020
- Schwedische Pokalsiegerin 2018/19, 2020/21
- WM-Dritte 2019 (ohne Einsatz) und 2023 (ein Einsatz)
- Olympische Spiele 2020: Silbermedaille (ohne Finaleinsatz)